# Dissidência Progressista

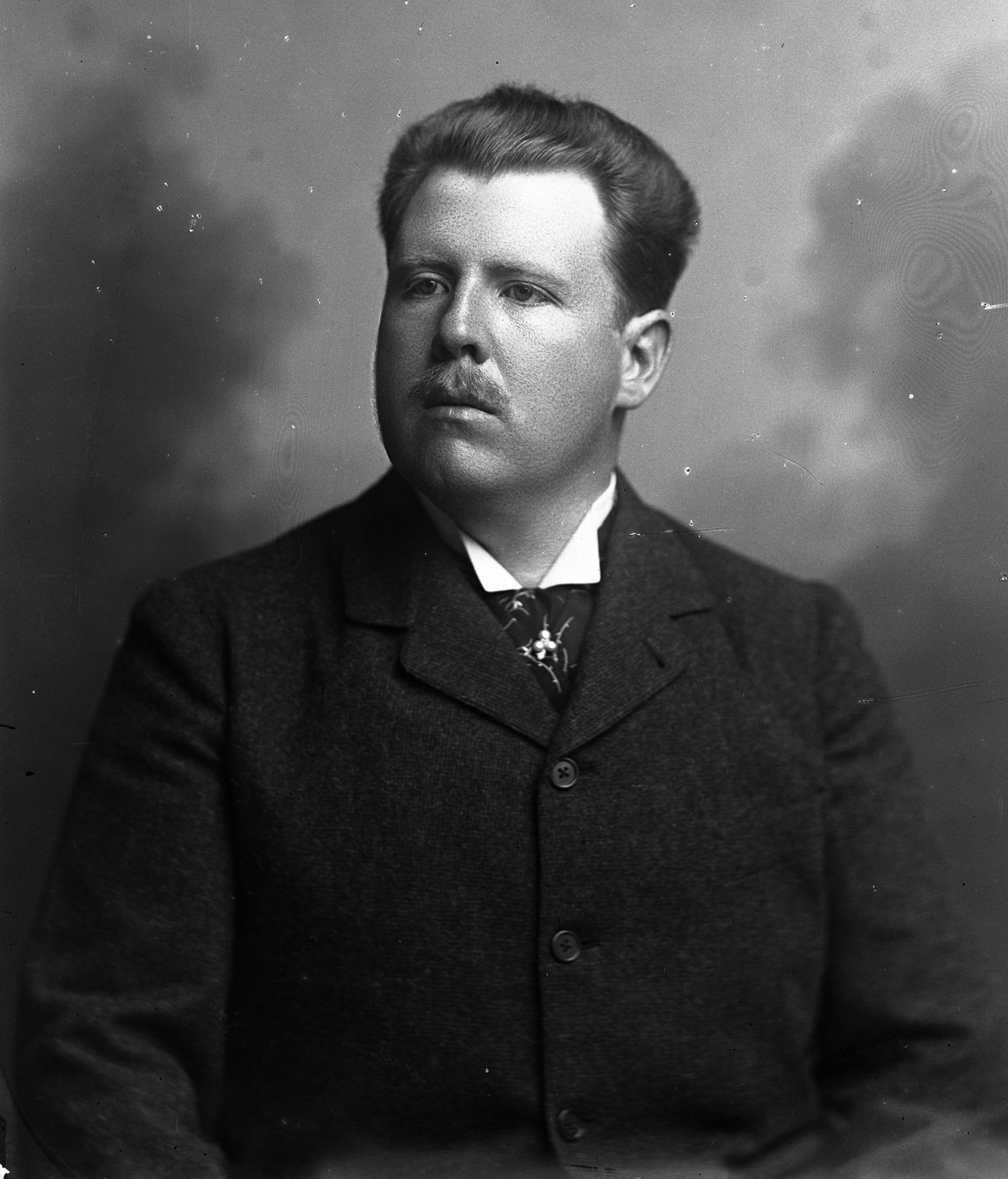
José Maria de Alpoim

A Dissidência Progressista foi um agrupamento político português fundado em 1905 por José Maria de Alpoim, então ministro da Justiça do governo presidido pelo progressista José Luciano de Castro, com o qual entrou em ruptura.
As razões de ser da Dissidência Progressista nunca foram cabalmente esclarecidas, e embora se tenha dito que pretendia uma nova reforma da Carta Constitucional, parece mais credível que se relacionem com desejos pessoais de disputa da sucessão política na chefia do partido. Ao contrário de outra dissidência surgida no campo dos regeneradores anos antes (o Partido Regenerador Liberal), os Dissidentes Progressistas enveredaram por caminhos obscuros, parecendo ter estado associados à fracassada intentona republicana do Elevador da Biblioteca (Janeiro de 1908), e à subsequente tentativa de eliminação de João Franco.

## Resultados eleitorais

### Eleições legislativas
| Data    | Cl. | Votos | %           | +/− | Deputados | +/− | Status   |
| ------- | --- | ----- | ----------- | --- | --------- | --- | -------- |
| 1906.04 | 3.º | N/D   | 6,1 / 100,0 |     | 9 / 148   |     | Oposição |
| 1906.08 | 4.º | N/D   | 2,7 / 100,0 | 3,4 | 4 / 148   | 5   | Oposição |
| 1908    | 3.º | N/D   | 4,7 / 100,0 | 2,0 | 7 / 148   | 3   | Oposição |